# 本塔德尔莫罗
本塔德尔莫罗，是西班牙巴伦西亚自治区巴伦西亚省的一个市镇。总面积273平方公里，总人口1516人（2001年），人口密度6人/平方公里。